# Símbolos anarquistas

Bandera anarquista ondeando en un evento del PCE celebrado en la Casa de Campo en 1978.

Existe una variedad de 'símbolos' relacionados con el ‘anarquismo’, la acracia y la anarquía, entre los que se encuentran la "A" circulada, la bandera negra, y por extensión el uso político del color negro; aunque estos símbolos no son oficiales, se han impuesto gracias a la costumbre y popularidad. A continuación se describen algunos de estos símbolos, comentándose también sus orígenes e historia. 

## "A" circulada

### Descripción

El símbolo tradicional, círculo con "A"

El "nivel en un círculo" masón como primer uso por el Consejo Federal de España de la Asociación Internacional de los Trabajadores. Nótese la inclusión de la plomada, una de las herramientas de trabajo de la masonería y un símbolo de la rectitud de conducta.

El símbolo anarquista que la mayor parte de las personas conoce es el que se muestra a la izquierda, consistente en la letra "A" mayúscula rodeada por un círculo: Ⓐ. Las palabras "anarquía", "acracia" o "anarquismo" comienzan con la letra "A" en la mayoría de los idiomas, haciéndolo un símbolo reconocible a nivel internacional. El círculo simboliza unidad; símbolo del equilibrio del orden natural que no necesita comando central, sino que fluye por sí mismo. También, además de enfatizar la letra "A", el círculo simboliza determinación. Algunos grupos anarquistas se benefician del sentimiento de solidaridad con otros grupos, aunque ellos puedan estar separados geográficamente y tener diferentes puntos de vista de la anarquía. El símbolo puede ser visto como una encarnación de la máxima de Pierre-Joseph Proudhon, "Anarquía es orden".[cita requerida] De acuerdo a la lectura de este símbolo, el círculo representa la "O" de "orden". Mientras los orígenes del símbolo no son del todo claros, parece haber existido incluso antes de la guerra civil española, siendo adoptado como un símbolo de la Alliance Ouvrière Anarchiste (AOA), fundada en 1956 en Bruselas, y para ser nuevamente reinventado independientemente en 1964 por el grupo francés, Jeunesse Libertaire. El propósito era crear un símbolo que aglutinara al conjunto del movimiento anarquista, sin distinción de tendencias. En su boletín dieron sus motivos: 

Diversas razones nos impulsaron a tal: torna mucho más accesible los escritos, garantiza más eficacia en los murales y escritos en las paredes en las calles; y, sobre todo, sugiere una presencia más amplia del movimiento anarquista en la órbita de mucha gente, además de que permite dar un carácter común a todas las manifestaciones del anarquismo. En segundo lugar, se trata de utilizar un medio práctico que, por un lado consiste en llevar en el menor tiempo posible a hacerlo como símbolo moral, y, por otro, permite fácil identificación entre todos los compañeros anarquistas. (…) Nosotros usamos la A que es la primera letra del alfabeto de todas las lenguas y de todos los tiempos. En resumen: facilita una conexión mental automática y ayuda así a nuestra propaganda.

 La inspiración quizás la encontraron en el símbolo pacifista (el círculo con la runa Algiz). La propuesta de los franceses, al parecer, no tenía gran trascendencia, hasta que dos años después, en 1966, un joven anarquista milanés, quien formaba parte del círculo Sacco y Vanzetti comenzó a usarla. En 1968 salió en Milán a la calle y en el Mayo francés del año 1968 logró perpetuarse. Este carácter se puede escribir en Unicode con U+24B6 (Ⓐ)

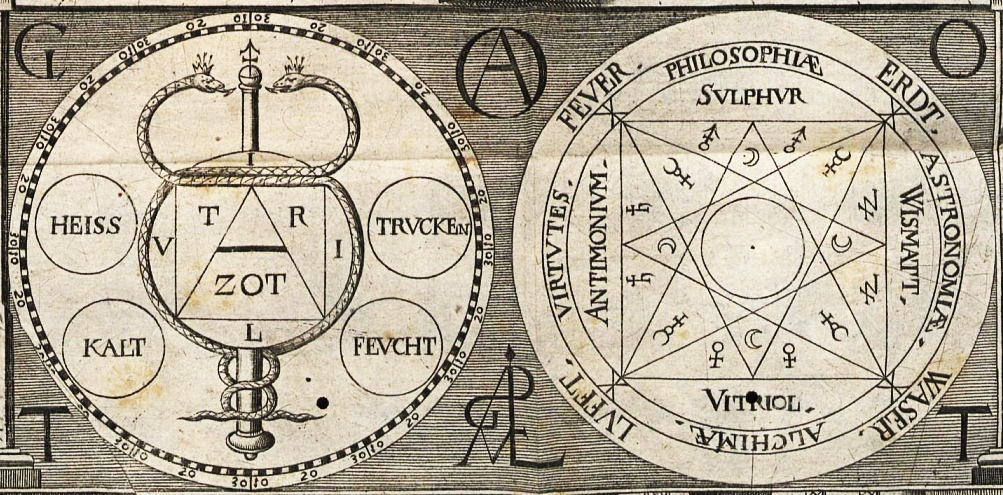
Grabado alquímico Spiegel der Kunst und Natur, 1615. AGLA. Nótese el detalle de la letra A encerrada en un círculo (Ⓐ).

### Historia

A circulada en un estilo vanguardista

El monograma de AGLA apareció en el libro de Stephan Michelspacher Spiegel der Kunst und Natur (El Espejo del Arte y la Naturaleza), que fue publicado en Augsburgo, en 1615. Fue una obra alquímica intensamente influenciada por el punto de vista de Agrippa sobre la Kabbalah y la Magia. Adam McLean describe el panel central como "dos diagramas circulares con la palabra alemana GOTT (el nombre de Dios) alrededor del exterior, y las letras Alfa y Omega y el monografo que puede ser el nombre de dios, AGLA.
Esto representa el Principio -Alfa- contenido en el fin -Omega-, la primera y la última letra del alfabeto griego. Esto está relacionado con la referencia que se hace en el Libro del Apocalipsis a Jesús de Nazaret como "Yo soy el Alfa y la Omega, el Primero y el Último, el Principio y el Fin." (Apocalipsis 22.13).

El primer uso de una "A" dentro de un círculo por parte de anarquistas -aunque no el mismo símbolo que conocemos en la actualidad- fue del Consejo Federal de España de la Asociación Internacional de los Trabajadores (I Internacional). Fue establecido por el masón Giuseppe Fanelli en 1868. La revista Fight the State habló de un miliciano anarquista con el símbolo en su casco durante la guerra civil española (1936–1939). El 25 de noviembre de 1956, el grupo anarquista francés Alliance Ouvrière Anarchiste adoptó el mismo símbolo como emblema oficial. Algunas fuentes aseguran que el grupo francés Jeunesse Libertaire inventó el símbolo en 1964. Sin embargo, esto es bastante dudoso por las apariciones anteriores del emblema, a pesar de esto el asunto tampoco está totalmente investigado ya que de las apariciones anteriores tampoco hay una prueba rotunda, por ejemplo se argumenta que el emblema del Consejo Federal de España no es el emblema de una A circunvalada en sí sino solo un símbolo con emblemas masónicos que no tenían esa pretensión. Algunos errores individuales hacen creer que este símbolo surgió con el movimiento anarcopunk, el cual fue parte del movimiento musical punk, movimiento de fines de la década de 1970. Sin embargo el movimiento punk ciertamente ayudó a dar a conocer el símbolo, incluso entre personas no anarquistas. 

## Bandera negra

Bandera negra

La bandera negra es un símbolo clásico del anarquismo. Aquí se representa circulada, una popular versión creada por Per Bylund.

### Descripción
El color negro ha sido asociado con la anarquía desde finales del siglo XIX. Muchos grupos anarquistas contienen la palabra "negro" en sus nombres. La uniformidad de la oscuridad en la bandera simboliza la tierra fértil (negra) representando la vida y la pureza del ideal ácrata (el color negro no se ensucia). También representa el internacionalismo, en que este reniega cualquier tipo de límites. Una simple bandera negra es casi como una antibandera (las banderas coloridas representan, generalmente, símbolos de naciones). Además, una bandera blanca es el símbolo de rendición ante una fuerza superior, por lo que una bandera negra puede ser vista con el significado contrario, rebelión, resistencia o insumisión. Asimismo, en el concepto de ser una antibandera, puede simbolizar la negación a toda ideología, filosofía, culto, tradición (que suelen tener símbolos) en cuyo nombre se esclavice o pretenda esclavizar al ser humano. La bandera negra puede ser relacionada igualmente con la Jolly Roger.

### Historia
Algunos de los primeros anarquistas se identificaron con la bandera roja como proveniente de la tradición del socialismo o como símbolo de la revolución, representada históricamente por este color. Cuando en la familia socialista hubo la escisión final entre marxistas y anarquistas, los segundos adoptaron la bandera negra como símbolo para diferenciarse del "socialismo de Estado" representado por los primeros. Dejando a un lado el origen exacto del anarquismo, es un hecho que el color negro de la bandera haya llegado a asociarse al anarquismo en la década de 1880, como un signo del amanecer para la Comuna de París.La primera persona en hacer de la bandera negra el símbolo de la anarquía fue Louise Michel , anarquista y feminista combatiente en la Comuna de París que hizo la primera bandera con trozos de faldas y trapos negros. El periódico francés Le Drapeau Noir (La bandera negra), que existió hasta 1882, fue una de las primeras publicaciones que hicieron referencia al uso del color negro como símbolo del pensamiento anarquista. "Black International" fue el nombre de un grupo anarquista londinense fundado en julio de 1881. En la Revolución rusa, las fuerzas anarquistas de Nestor Makhno fueron conocidas popularmente como el Ejército Negro. Barrieron, bajo el símbolo de la bandera negra, a los blancos en Ucrania, hasta que los bolcheviques, dirigidos por Lenin,[cita requerida]  comenzaron la caza de brujas de los anarquistas y de las organizaciones y movimientos revolucionarios no bolcheviques. Más recientemente, estudiantes parisinos portaron banderas negras (y rojas) durante la masiva huelga general de mayo de 1968. En el mismo año, se vieron estas banderas en la convención nacional del movimiento estadounidense, Estudiantes por una sociedad democrática. Al mismo tiempo, el periódico británico Bandera negra inició su edición, diario que aún existe. Hoy en día, la bandera negra sigue siendo símbolo de quienes son partidarios de la anarquía. 

## Anarcosindicalismo y anarcocomunismo

La bandera rojinegra une los tradicionales colores del anarquismo y el socialismo en un mismo paño

La bandera rojinegra es usada tanto por el anarcosindicalismo como por el anarcocomunismo.

### Bandera rojinegra
La bandera rojinegra une el color negro del anarquismo con el color rojo del socialismo o movimiento obrero. Normalmente está cosida en diagonal, aunque las primeras banderas lo estaban de forma horizontal, sin embargo se cambió para marcar diferencia con las banderas nacionales que generalmente tienen franjas horizontales o verticales. Tradicionalmente la bandera roja simbolizó el movimiento obrero. Como se dijo antes, aunque algunos de los primeros anarquistas la habían tomado como enseña, después se prefirió la bandera de color negro para diferenciarse de los "socialistas" (convencionales o estatistas) que también utilizaban una bandera de color rojo. Aunque hay usos anteriores de banderas que conjugaban ambos colores en Italia y México, la popularización definitiva vino cuando el sindicato español Confederación Nacional del Trabajo tomó la bandera rojinegra como enseña del anarcosindicalismo en la década de 1910. 

### Gato negro

Gato negro anarquista.

El gato negro, también llamado "gato salvaje" o "gato montés" ("wild cat" en inglés) se muestra normalmente con la espalda arqueada y sacando las uñas y los dientes. Está relacionado especialmente con el anarcosindicalismo. Fue diseñado por Ralph Chaplin, una conocida figura dentro del sindicato estadounidense Industrial Workers of the World. La palabra "wildcat" da idea de salvaje o fiero en inglés, entonces como de su postura se sugiere, el gato simboliza huelgas autónomas -no autorizadas por las directivas de los sindicatos- (wildcats strikes) y el sindicalismo radical. El origen del símbolo del gato negro es poco claro, pero de acuerdo con una historia este viene de una huelga que estaba pasando por su peor momento. Varios de sus miembros habían sido golpeados y mandados al hospital. De pronto un gato enfermizo y negro camino entre el campamento de los huelguistas. El gato fue alimentado por los obreros huelguistas y en el momento en que el gato recobró su salud la huelga dio un vuelco positivo. Finalmente los obreros en huelga lograron algunas de sus peticiones y adoptaron al gato como mascota.[cita requerida] El nombre de Gato Negro ha sido usado por varias agrupaciones militantes. Los anarquistas comparten el símbolo del gato negro con la brujería y la Wicca, pero generalmente ninguna de las anteriores lo representa con su espalda arqueada en posición de pelea.

### Himnos anarcosindicalistas
| A las barricadas | Hijos del pueblo |
| --- | --- |
| Negras tormentas agitan los aires, nubes oscuras nos impiden ver, y aunque nos espere el dolor y la muerte contra el enemigo nos llama el deber. El bien más preciado es la libertad, luchemos por ella con fe y con valor, alza la bandera revolucionaria que del triunfo sin cesar nos lleva en pos. En pie el pueblo obrero, a la batalla, hay que derrotar a la reacción, ¡A las barricadas! ¡A las barricadas! por el triunfo de la Confederación. | Hijo del pueblo, te oprimen cadenas, y esa injusticia no puede seguir; si tu existencia es un mundo de penas antes que esclavo prefiere morir. En la batalla, la hiena fascista. por nuestro esfuerzo sucumbirá; y el pueblo entero, con los anarquistas, hará que triunfe la libertad. Trabajador, no más sufrir, el opresor ha de sucumbir. Levántate, pueblo leal, al grito de revolución social. Fuerte unidad de fe y de acción producirá la revolución. Nuestro pendón uno ha de ser: sólo en la unión está el vencer. |

### Cruz negra

Cruz negra

La cruz negra es el símbolo de la Cruz Negra Anarquista, una organización humanitaria que promueve la liberación de presos y propone la abolición de los sistemas carcelarios apoyando diversas alternativas a las prisiones, una causa que forma parte de una minoritaria facción anarcocomunista. La cruz es una modificación del emblema usado por la Cruz Roja y tiene en la parte superior un puño cerrado, un símbolo también relacionado con el desafío al poder. También representa la unión como "muchos dedos débiles juntos pueden formar un puño fuerte". 

### Rosa negra

Ilustración del símbolo de la rosa negra

La rosa negra es un símbolo anarquista muy rara vez usado. Black Rose Books es el nombre de una importante librería anarquista en Montreal y ahora es el nombre de un pequeño sello editorial de prensa encabezada por el filósofo anarquista Dimitrios Roussopoulos. Black Rose fue el título de una respetada revista sobre las ideas anarquistas publicada en el Área de Boston durante el decenio de 1970, así como el nombre de una serie de conferencias anarquistas dirigidas por destacados anarquistas socialistas como Murray Bookchin y Noam Chomsky en el decenio de 1990. 

### Manos entrelazadas

Manos entrelazadas

Aunque poco difundido, el gesto de las manos entrelazadas se pueden encontrar en símbolos anarcosindicalistas para representar "unidad", el símbolo proviene de antiguas asociaciones de oficios sin una adhesión ideológica precisa. 

## Anarcocapitalismo
El anarcocapitalismo, anarquismo de propiedad privada o anarquismo de libre mercado, tiene sus propias señas de identidad. Su principal característica es que reconoce la propiedad privada, se puede considerar una rama del liberalismo, tiene precedente en el siglo XIX pero es a partir de la mitad del siglo XX en adelante cuando esta idea es retomada y se desarrolla con mayor intensidad.

### Bandera aurinegra

Bandera aurinegra, une el negro político del anarquismo con el dorado que representa la moneda fuerte. Es representativa del anarquismo capitalista, pese a que la bandera original (rojinegra) fue inventada décadas atrás por anarcocomunistas.

La bandera aurinegra es una versión alterada de la bandera rojinegra inventada por los anarcocapitalistas, su color negro representa el color clásico de la anarquía y el dorado representa el capitalismo de libre empresa, o el patrón oro, usado como moneda en el comercio no regulado por la intervención del Estado. La primera vez que apareció este diseño fue en un acto al aire libre por parte de Robert LeFevre en el Rampart College en Estados Unidos en 1963.

### Ama-gi

Ama-gi símbolo cuneiforme sumerio que significa "Libertad"

El ama-gi es una palabra cuneiforme del sumerio antiguo que significa "libertad". Se cree que es la primera instancia de los seres humanos utilizando la escritura para representar a la idea de "libertad". Traducido literalmente, significa "volver a la madre", por los esclavos manumitidos que volvían al hogar. Es utilizado por anarquistas de propiedad privada para representar la anarquía. [cita requerida]

### Libertatis Æquilibritas

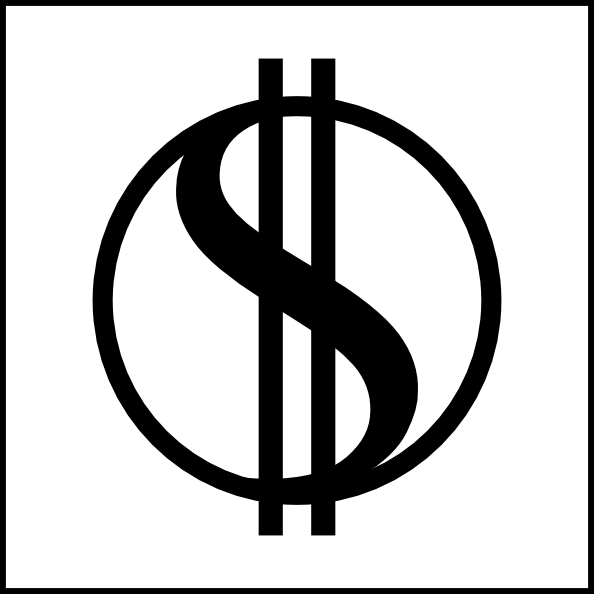
El Libertatis Æquilibritas, símbolo anarcocapitalista

Libertatis Æquilibritas, que en latín significa "distribución armónica de la libertad", es un símbolo difundido por anarcocapitalistas. Se basa en el símbolo anarquista de la "A circular" (anarquía es orden), el símbolo de dólar (propiedad privada), y el yin yang (balance natural). La "A circulada" representa la libertad del individuo alcanzable solamente en la anarquía, la organización social sin Estado, mientras el dólar representa al capitalismo en sentido de propiedad privada y libre mercado, a la vez que el yin y yang representa el orden natural autogenerado. El símbolo procura transmitir la idea de un sistema jurídico-económico ordenado y pacífico en el que la producción y el comercio sean totalmente voluntarios y no sufran de interferencias estatales u otro tipo coacción. Este símbolo fue ideado por Per Bylund, un ingeniero y activista sueco.

### V de Voluntario y apretón de manos

V de Voluntario.

V de Voluntario es un símbolo que usa la combinación aurinegra, parafraseando el título de V de Vendetta. La unión superior de los dos lados de la V simbolizan un apretón de manos enfatizando los acuerdos voluntarios. V de Voluntario es un logo usado por algunos anarcocapitalistas para enfatizar que las acciones voluntarias son el aspecto más importante de su filosofía.

## Otros símbolos

### Puño en alto
Tomado del liberalismo del siglo XIX y usado posteriormente por diferentes movimientos sociales e ideológicos, algunos anarquistas pueden usar el símbolo el puño cerrado o puño en alto.